# Умекава Акійоші
Умекава Акійоші (яп. 梅川 昭美, нар. 1 березня 1948, префектура Хірошіма) — японський масовий вбивця. П'ятнадцятирічним хлопцем вбив жінку та розстріляв із мисливської рушниці чотирьох осіб. Вбитий поліцією.

## Дитинство
Умекава Акійоші народився у місті Отаке, префектура Хірошіма. Хлопцем він багато читав фантастику та добре навчався у школі. У 1963 році п'ятнадцятирічний Умекава здійснив спробу пограбування жінки. Під час втечі зарізав її ножем. За цей злочин Умекаві загрожувала страта або довічне ув'язнення, але, зважаючи на його вік, він був звільнений через 18 місяців, у 1965.
Подорослішавши, Умекава переглянув фільм Сало, або 120 днів Содому, який вирізняється своєї жорстокістю. За час, який пройшов з моменту вчинення його першого злочину, Умекава анітрохи не розкаявся. Задумавши новий, серйозніший злочин, він придбав рушницю.

## Масове вбивство і захоплення заручників в банку Mitsubishi
26 січня 1979 до банку увійшов чоловік в чорному костюмі і сонцезахисних окулярах. Ледь переступивши через поріг, він зробив два постріли в повітря з мисливської двостволки. Після цього Умекава наказав складати гроші в рюкзак. Двадцятирічний клерк спробував викликати поліцію, але Акійоші застрелив його. Рикошетом було поранено кілька жінок. До банку приїхав лейтенант поліції Кусумото Масамі. Поліцейський хотів витягти пістолет, але Умекава вбив його пострілом в груди.
Пізніше в перестрілці були вбиті констебль Маехата Кадзуакі та банківський службовець. Банк був оточений поліцією. Умекава попросив передати продукти та напої для заручників, для себе попросив шато-марго. Облога тривала три дні. 28 січня поліція почала прориватися до приміщення. У перестрілці Умекава отримав множинні вогнепальні поранення. У несвідомому стані він був доставлений до лікарні, де помер під час операції.

## Наслідки
Після цієї трагедії влада вжили заходів до заборони на володіння вогнепальною зброєю людям, які здійснили тяжкі злочини. Також був створений спецзагін Special Assault Team